# Euskal Herria Bai
Euskal Herria Bai (EH Bai) (traduït al català: País Basc Sí) és una coalició electoral creada per partits polítics al País Basc sota administració francesa (Iparralde).
Està integrada per Abertzaleen Batasuna, Eusko Alkartasuna i Batasuna, es va presentar per primera vegada a les eleccions legislatives de 2007 en les circumscripcions basques del departament dels Pirineus-Atlàntics.
Els seus punts programàtics són:
- Reconeixement i respecte del País Basc. Reconeixement del dret de decidir el seu futur.
- Creació d'un marc institucional propi (amb és competències que un departament) per al País Basc sota administració francesa.[1]
- Reconeixement de la llengua basca, l'euskara com a llengua co-oficial del territori.
- Elaboració i defensa de polítiques socials d'esquerra.
- Aposta pels mètodes democràtics i polítics.

## Resultats electorals
En les Eleccions legislatives de 2007, després de mesos de converses entre les quatre formacions abertzales d'Iparralde es va consensuar un document base per a concórrer junts a les eleccions. Finalment però, el PNB va decidir abandonar el projecte arran de l'Atemptat de la Terminal 4 de Barajas de Madrid, que trencà l'alto al foc permanent d'Euskadi Ta Askatasuna (ETA). En l'últim moment els jeltzales (PNB) van demanar el vot pels candidats del MoDem i de la UDF. EHBai va presentar candidats a les tres circumscripcions que engloben el País Basc del Nord:
- Marie-Léonie Aguergaray (per la 4a circumscripció) obtingué 3.430 vots, és a dir el 6,32%.
- Miguel Torre (per la 5a circumscripció) aconseguí 2.247 vots a la demarcació o un 4,50% dels vots emesos.
- Beñat Elizondo (per la 6a circumscripció) que va obtindre 5.104 vots a tota la circumscripció o un 9,09% dels sufragis.

Els resultats d'EHBai en aquests comicis foren per territoris:
- Lapurdi: 7.583 vots (7,05%) quedant com a quarta formació més votada.
- Baixa Navarra: 2.297 vots (14,71%) convertint-se en la tercera força més votada.
- Zuberoa: 796 vots (9,24%) sent la cinquena formació més votada.

En total, EHBai obtingué 12.302 vots en la primera volta de les Eleccions cantonals de 2008, un 13,75% dels vots vàlids. El seu candidat a Baigorri Jean-Michel Galant (que havia estat escollit conseller general en els anteriors comicis) fou el més votat a la primera volta amb el 31,80% dels vots, però perdé l'escó davant el candidat de la llista conjunta de la dreta.
En les Eleccions regionals de 2010, EA no va concórrer dins la coalició abertzale i s'integrà a l'Europe Écologie (promoguda per Els Verds). Tanmateix EHBai va demanar un vot de protesta per mitjà del vot nul. Aquest, indicador parcial del suport a la crida d'EHBai va obtindre (juntament amb el blanc que són computats conjuntaments) un 6,31% a Lapurdi, l'11,33% a la Baixa Navarra i 7,79% a Zuberoa. En el conjunt d'Iparralde el vot nul i en blanc fou el 7,05% dels emesos, a part de 179 vots (el 0,19%) a la candidatura d'EHBai.
La coalició va obtenir el seu primer diputat a l'Assemblea Nacional en les Eleccions legislatives de 2024, quan Peiu Dufau va aconseguir-ho en una de les 3 circumscripcions electorals franceses d'Iparralde, en la segona tanda de les eleccions en les que EH Bai va concórrer dins la coalició Nou Front Popular.

### Eleccions legislatives
| Any  | 1a volta | 1a volta   | 2a volta | 2a volta   | Escons  | +/– |
| Any  | Vots     | %          | Vots     | %          | Escons  | +/– |
| ---- | -------- | ---------- | -------- | ---------- | ------- | --- |
| 2007 | 10,781   | 6.73 (#4)  | N/D      | N/D        | 0 / 577 | =   |
| 2012 | 11,518   | 7.37 (#4)  | N/D      | N/D        | 0 / 577 | =   |
| 2017 | 12,778   | 8.82 (#4)  | N/D      | N/D        | 0 / 577 | =   |
| 2022 | 16,386   | 11.31 (#4) | N/D      | N/D        | 0 / 577 | =   |
| 2024 | 21,650   | 29.41 (#1) | 27,117   | 36.28 (#1) | 1 / 577 | 1   |

### Consell Departamental dels Pirineus Atlàntics
| Any  | 1a volta | 1a volta   | 2a volta | 2a volta | Escons | +/– |
| Any  | Vots     | %          | Vots     | %        | Escons | +/– |
| ---- | -------- | ---------- | -------- | -------- | ------ | --- |
| 2008 | 12,302   | 13.75 (#3) | N/D      | N/D      | 0 / 24 | =   |
| 2011 | 16,233   | 12.84 (#3) | N/D      | N/D      | 0 / 24 | =   |
| 2015 | 17,779   | 16.09 (#3) | 25,332   | 24.29    | 2 / 24 | 2   |
| 2021 | 20,821   | 24.68 (#2) | 23,505   | 27.47    | 2 / 24 | =   |